# 热风
《热风》是鲁迅的一部杂文集，收录了鲁迅在1918年~1924年间所写的杂文四十一篇。包括《三十三》,《三十五至三十八》,《来了》,《人心很古》,《生命的路》,《不懂的音译》等，目前認為，熱風有部分篇目系由周作人完成的。
《热风》1925年由北新书局出版。

## 延伸阅读
- 《鲁迅全集》第1卷，人民文学出版社